# 拉普蘭 (多米尼克)
拉普蘭（La Plaine）是加勒比海島國多米尼克聖帕特里克堂區的一个村莊，為區內的第二大聚居地（僅次於貝雷夸），位於該島東南海岸，海拔高度51米，2001年人口1,288人。